# Багетти, Джанкарло
Джанка́рло Баге́тти (итал. Giancarlo Baghetti) (25 декабря 1934, Милан — 27 ноября 1995, Милан) — итальянский автогонщик, в 1960-х годах принимал участие в Формуле-3, Формуле-2 и Формуле-1. Единственный гонщик Формулы-1 в истории, выигравший свою дебютную гонку (Гран-при Франции 1961 года), в дальнейшем развить успех не смог, лишь несколько раз финишировал в очках и вскоре закончил карьеру. После выступлений в Формуле-1 выступал в различных соревнованиях локального уровня, стал чемпионом ETCC 1966 года в классе автомобилей объёмом двигателя до литра. Также участвовал в 24 часах Ле-Мана, дважды занимал второе место в Targa Florio. По окончании карьеры занимался спортивной журналистикой, работал фотографом.

## Биография

### Начало карьеры
Гоночную карьеру Багетти начал в 1955 с гонок серийных автомобилей, но результаты были невысоки — в число достижений можно записать лишь второе место в гонке Милле Милья 1958 года, в те годы имевшего формат ралли, и ещё одно второе место в «Coupe du Salon de Paris» в 1959. В силу этого он решил попытать счастья в Формуле-Юниор, и, действительно, постепенно начал добиваться успеха. На следующий год пришли первые победы, кроме того, он был выбран для установки рекорда скорости на отрезке времени в 72 часа для автомобилей класса G (объём двигателя от 751 до 1100 см3). За рулем Fiat-Abarth 1000 за трое суток Багетти и его напарники сумели пройти 13441,5 километров.

### Scuderia Sant’Ambroeus (1961)
В 1961 году несколько небольших итальянских автогоночных команд (Dolomiti, de Tomaso, Pescara, Settecoli, Montegrappa, Serenissima и Sant’Ambroeus и некоторые другие) составили организацию под названием «Федерация итальянских автомобильных команд» (англ. Federazione Italiana Scuderie Automobilistiche), сокращенно FISA. Целью мероприятия было приобретение у Энцо Феррари и техническое обеспечение автомобиля Формулы-1 для того, чтобы предоставить кому-нибудь из молодых итальянских пилотов возможности выступить вместе с действующими пилотами Формулы-1 в нескольких незачетных гонках. Лидером мероприятия считалась команда Sant’Ambroeus, а пилота предполагалось выбрать из троицы: Альбино Буттики, Люсьен де Санктис и Джанкарло Багетти. Несмотря на отсутствия явного преимущества в плане результатов, выбран был именно Багетти.
Автомобилем, приобретенным у «Феррари», оказался прошлогодний Ferrari 246P — первый заднемоторный автомобиль этой марки. Фактически, это был автомобиль Формулы-2, оборудованный полуторалитровым V-образным мотором авторства Карло Кити — тем же самым, что использовался основными пилотами Скудерии. Первое выступление на этой машине, заявленной от «FISA», случилось в конце апреля на Гран-при Сиракуз. Из сильного пелотона от старта отказался от старта только Ричи Гинтер, поэтому второе место на старте, показанное Джанкарло, для многих оказалось сюрпризом. Позади остались такие гранды как Грэм Хилл, Джек Брэбэм и Стирлинг Мосс — не говоря уже о менее крупных пилотах. Старт Багетти провалил, потеряв семь мест, но к шестому кругу из 56 уже лидировал — при этом шедший вторым Дэн Герни ничего не мог противопоставить огромной скорости «Феррари» на прямых, которых было предостаточно. Победа Багетти породила множество кривотолков среди британских команд — мол, если даже юнец из младших формул так легко победил, что же тогда покажут заводские пилоты в гонках чемпионата?
Так или иначе, через три недели, в день проведения первого зачетного Гран-при сезона в Монако, для всех остальных был проведен Гран-при Неаполя. На этот раз на старте Джанкарло был третьим, снова завалил старт, и вновь уже через несколько кругов выбрался в лидеры. На этот раз гонщиком, преследующим его по пятам, оказался Рой Сальвадори. На 26-м круге Рой проколол колесо и выбыл, а следовавший третьим обладатель поула Эшмор к тому моменту успел отстать так сильно, что о победе не мог и мечтать — тем более что вскоре его отставание превысило целый круг. Разворот Джанкарло на 53-м круге позволил Джерри этот круг отыграть — но ненадолго, так что в результате Багетти снова выиграл.
Две победы, завоеванные в двух гонках, привлекли ко всему мероприятию внимание владельца основной команды. Вдобавок к этому Оливье Жендебьян в своей частной команде решил вернуться к использованию автомобилей марки Emeryson, так что его жёлтый Ferrari 156 оказался свободен. Машину наскоро перекрасили обратно в красный цвет и предоставили юному гонщику для участия в Гран-при Франции. На этом же автомобиле он будет участвовать вплоть до конца сезона, причем если во Франции он был заявлен от FISA, то на остальные гонки в Scuderia Sant’Ambroeus решили пренебречь помощью других команд и заявились самостоятельно.
В квалификационных заездах Джанкарло показал 12-е время, в гонке же все решило везение. Было очень жарко, а автодром отличался обилием длинных прямых, что обеспечило множество сходов. Вначале отстал Ричи Гинтер, столкнувшийся с Сертизом, затем сошёл фон Трипс из-за закипевшего двигателя. Унаследовавший первое место Фил Хилл допустил разворот и заглох, и вперед вернулся Гинтер — но ненадолго, так как вскоре у него упало давление масла. Таким образом, вся троица заводских пилотов «Феррари» сошла с дистанции — что для лидирующей команды сезона было необычно. Багетти же, борющийся с заводскими «Порше» Гэрни и Бонье, вдруг обнаружил, что он борется за лидерство. За три круга до финиша отказал мотор у Бонье, так что отнять у него победу мог только Гэрни. В последнем повороте американец вышел вперед за счет лучшей управляемости, но на прямой вновь сыграла роль большая линейная скорость, и Багетти смог выйти вперед, опередив соперника на доли секунды. Этой своей победой Багетти вошёл в историю, став единственным человеком, сумевшим победить в своей первой гонке (Фарина и Парсонс, формально также победившие в своих первых гонках Формулы-1, не могут считаться разделившими с Джанкарло это достижение, так как в тех гонках все участвующие пилоты были дебютантами). Выигрыш же первых трех гонок Формулы-1 (в том числе и незачетных) и вовсе остался непревзойденным достижением Багетти. В дальнейших гонках чемпионата успех развить не удалось. В дождливом Гран-при Великобритании Багетти разбил машину, будучи 11-м, а в трагическом Гран-при Италии стартовал шестым, одно время шёл третьим, но подвел мотор. Тем не менее, показать быстрейший круг в той гонке он успел.
Окончанием зачетного гоночного сезона Багетти не ограничился. Дело в том, что в итальянском чемпионате пилотов к концу сезона очков у него и Лоренцо Бандини было поровну, и команда решила воспользоваться моментом и организовать дополнительную зачетную гонку — так чтобы Бандини никак не успевал бы принять в ней участие из-за занятости в других гонках. Это странное мероприятие было поименовано Prima Coppa Italia, проводилось на трассе в Валлелунге и собрало весьма слабый состав участников. Правда, возникли сложности с машиной — старая была неисправна, а новую забрал обратно Энцо Феррари, так что пришлось одалживать Porsche 718 у команды «Ecurie Nationale Suisse». В гонке Джанкарло, будучи опытнее соперников, легко выиграл оба заезда и стал чемпионом. Таким образом, в дебютном сезоне Джанкарло смог победить аж четырежды!

### Феррари и ATS (1962-63)

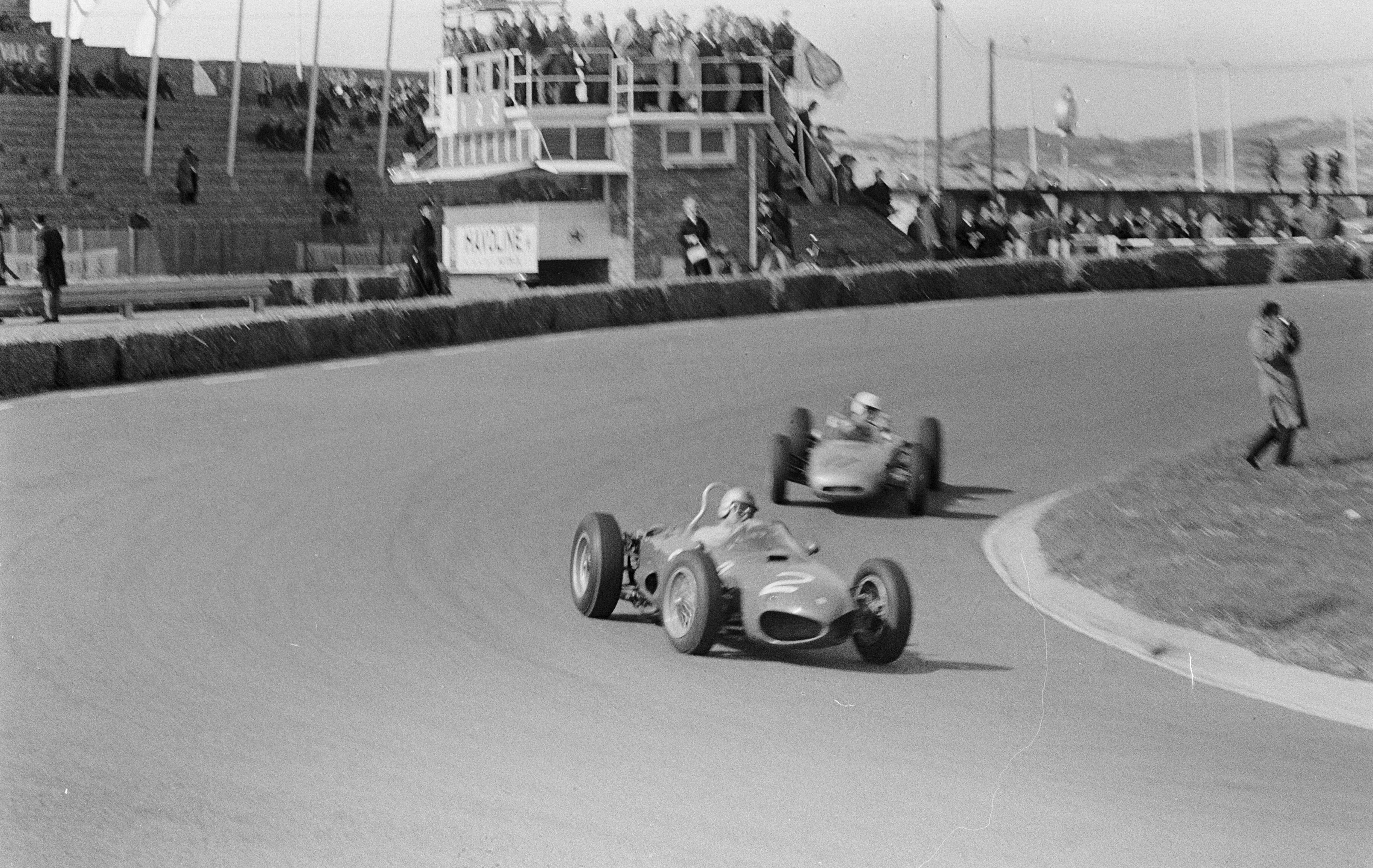
Багетти на Гран-при Нидерландов 1962 года, где он финишировал четвёртым. Пилот позади — Боньер на «Порше».

Несомненные успехи привлекли, наконец, к нему внимание Коммендаторе, и юный гонщик получил место в основной команде. Вскоре, правда, выяснилось, что время для такого перехода оказалось неудачным. За межсезонье соперники ликвидировали отставание, и сезон для Феррари оказался совершенно катастрофическим — лучшими достигнутыми результатами оказалась победа Мэресса в Брюсселе, да второе место, доставшееся Багетти на Средиземноморском Гран-при в августе. В зачетных гонках чемпионата относительного успеха добился первый пилот Хилл, финишировав на подиуме в первых трех гонках. Багетти же за четыре старта смог финишировать по разу четвёртым и пятым — что в условиях политики Энцо, предпочитавшего заставлять юных пилотов сражаться за место в команде, сильно снижало его шансы. Сзади подпирал старый соперник Бандини, также отличные результаты показывал Рикардо Родригес.
Помимо разборок среди молодых пилотов, в конце года Джанкарло присоединился к группе специалистов, решивших отделиться от «Феррари» из-за несогласия с политикой управления командой. Коллектив, состоящий в буквальном смысле из горстки инженеров и двух гонщиков — Хилла и Багетти — конечно, не мог соперничать с грандами гонок, но реального масштаба катастрофы не предполагал, вероятно, никто. Автомобиль был мало того что неудачно спроектирован, так ещё и выглядел будто кое-как собранная поделка. Даже окраска кузовных панелей не отличалась тщательностью, а для смены двигателя приходилось в буквальном смысле распиливать раму. За пять Гран-при Джанкарло смог финишировать лишь единожды, в Италии — с гигантским отставанием в 23 круга. По окончании года неудачный проект закрылся, и не сезон-64 Багетти пришлось снова искать место.

### Закат гоночной карьеры (1964-67)
Трудоустроиться удалось в частной команде Scuderia Centro Sud, где он заменил все того же Бандини. Располагавший хорошим, но устаревшим автомобилем BRM P57, возможностями борьбы за что-либо существенное этот коллектив не обладал, поэтому лучшее, чего удалось добиться — это одно седьмое и два восьмых места. К тому же, сама команда также испытывала трудности, и на следующий год приняла участие лишь в нескольких гонках, после чего закрылась. Участвовать в таком погибающем предприятии Джанкарло не пожелал, вследствие чего его формульная карьера фактически окончилась. Правда, в последующие годы (с 1965 по 1967) он ещё трижды участвовал в Гран-при Италии, каждый раз с помощью одной из команд. В 65 его пригласил в заводскую команду Брэбем, в 67 — Колин Чепмен предоставил ему запасной Lotus 49, а в 1966 ему помог Рег Парнелл, одолживший для него у Феррари запасную машину старого соперника — Бандини, пути с которым у Джанкарло окончательно разошлись.
Расставшись с Формулой-1, Багетти обратил своё внимание на гонки кузовных машин, где добился определённого успеха. В чемпионате ETCC он и вовсе выиграл титул 1966 года в классе автомобилей с двигателем до 1000см3. В том же году, в очередной раз приняв участие в Targa Florio, занял второе место вместе с Жаном Гише. Проведя некоторое время в Формуле-3, в июле 1968 он попал в крупный завал на 22-м круге гонки «Monza Lottery», и несмотря на отсутствие существенных травм, предпочел за лучшее закончить карьеру.

### Поздние годы
Бросив гонки, Багетти переключился на журналистику, также работал фотографом в автоспорте и индустрии моды. Умер в 1995 от рака.

## Результаты выступлений

### Формула-1
| Легенда к таблице |                                                                    |
| --- | ------------------------------------------------------------------ |
| В таблице перечислены результаты всех Гран-при Формулы-1, в которых принимал участие гонщик. Строками таблицы являются сезоны, столбцами — этапы чемпионата мира. В каждой клетке указаны сокращённое название этапа и результат, дополнительно обозначенный цветом. Расшифровка обозначений и цветов представлена в нижеследующей таблице. |                                                                    |
| \| Пример \| Описание \| \| ------------ \| ------------------------------------------------------------------ \| \| 1 \| Победитель \| \| 2 \| Второе место \| \| 3 \| Третье место \| \| 5 \| Финишировал, заработав очки \| \| Сход \| Не финишировал, но при этом заработал очки \| \| 12 \| Финишировал, не получив очков \| \| НКЛ \| Финишировал, но не попал в финальную классификацию \| \| 15 \| Участвовал вне зачёта, либо по отдельной классификации \| \| 18 \| Не финишировал, но попал в финальную классификацию \| \| Сход \| Не финишировал \| \| НКВ \| Не прошёл квалификацию \| \| НПКВ \| Не прошёл предквалификацию \| \| ДСК \| Дисквалифицирован \| \| ИСК \| Исключён из протокола соревнований \| \| ТТ \| Заявлен для участия только в тренировках \| \| НС \| Участвовал в квалификации, но не стартовал в гонке \| \| Т \| Травмирован или болен \| \| ОТК \| Отказ от участия \| \| НТР \| Прибыл на соревнования, но на трассу не выезжал \| \| НПР \| Был заявлен в числе участников, но не прибыл к началу соревнований \| \| О \| Соревнования отменены \| \| \| Не участвовал \| \| Поул-позиция \| \| \| Быстрый круг \| \| |                                                                    |
| Пример | Описание                                                           |
| 1 | Победитель                                                         |
| 2 | Второе место                                                       |
| 3 | Третье место                                                       |
| 5 | Финишировал, заработав очки                                        |
| Сход | Не финишировал, но при этом заработал очки                         |
| 12 | Финишировал, не получив очков                                      |
| НКЛ | Финишировал, но не попал в финальную классификацию                 |
| 15 | Участвовал вне зачёта, либо по отдельной классификации             |
| 18 | Не финишировал, но попал в финальную классификацию                 |
| Сход | Не финишировал                                                     |
| НКВ | Не прошёл квалификацию                                             |
| НПКВ | Не прошёл предквалификацию                                         |
| ДСК | Дисквалифицирован                                                  |
| ИСК | Исключён из протокола соревнований                                 |
| ТТ | Заявлен для участия только в тренировках                           |
| НС | Участвовал в квалификации, но не стартовал в гонке                 |
| Т | Травмирован или болен                                              |
| ОТК | Отказ от участия                                                   |
| НТР | Прибыл на соревнования, но на трассу не выезжал                    |
| НПР | Был заявлен в числе участников, но не прибыл к началу соревнований |
| О | Соревнования отменены                                              |
| | Не участвовал                                                      |
| Поул-позиция |                                                                    |
| Быстрый круг |                                                                    |

| Сезон | Команда                     | Шасси             | Двигатель                   | Ш | 1     | 2        | 3        | 4     | 5        | 6        | 7        | 8        | 9        | 10  | 11  | Место | Очки |
| ----- | --------------------------- | ----------------- | --------------------------- | - | ----- | -------- | -------- | ----- | -------- | -------- | -------- | -------- | -------- | --- | --- | ----- | ---- |
| 1961  | FISA                        | Ferrari 156 F1    | Ferrari 178 1,5 V6          | D | МОН   | НИД      | БЕЛ      | ФРА 1 |          |          |          |          |          |     |     | 9     | 9    |
| 1961  | Scuderia Saint Ambroeus     | Ferrari 156 F1    | Ferrari 178 1,5 V6          | D |       |          |          |       | ВЕЛ Сход | ГЕР      | ИТА Сход | США      |          |     |     | 9     | 9    |
| 1962  | Scuderia Ferrari SpA SEFAC  | Ferrari 156 F1    | Ferrari 178 1,5 V6          | D | НИД 4 | МОН      | БЕЛ Сход | ФРА   | ВЕЛ      | ГЕР 10   | ИТА 5    | США      | ЮАР      |     |     | 11    | 5    |
| 1963  | Automobili Turismo e Sport  | ATS 100           | ATS 1,5 V8                  | D | МОН   | БЕЛ Сход | НИД Сход | ФРА   | ВЕЛ      | ГЕР      | ИТА 15   | США Сход | МЕК Сход | ЮАР |     | —     | 0    |
| 1964  | Scuderia Centro Sud         | BRM P57           | BRM P56 1,5 V8              | D | МОН   | НИД 10   | БЕЛ 8    | ФРА   | ВЕЛ 12   | ГЕР Сход | АВТ 7    | ИТА 8    | США      | МЕК |     | —     | 0    |
| 1965  | Brabham Racing Organisation | Brabham BT7       | Coventry-Climax FWMV 1,5 V8 | D | ЮАР   | МОН      | БЕЛ      | ФРА   | ВЕЛ      | НИД      | ГЕР      | ИТА Сход | США      | МЕК |     | —     | 0    |
| 1966  | Reg Parnell Racing Ltd      | Ferrari 246 F1-66 | Ferrari 228 2,4 V6          | F | МОН   | БЕЛ      | ФРА      | ВЕЛ   | НИД      | ГЕР      | ИТА Сход | США      | МЕК      |     |     | —     | 0    |
| 1967  | Team Lotus                  | Lotus 49          | Ford Cosworth DFV 3,0 V8    | F | ЮАР   | МОН      | НИД      | БЕЛ   | ФРА      | ВЕЛ      | ГЕР      | КАН      | ИТА Сход | США | МЕК | —     | 0    |

### 24 часа Ле-Мана
| Год  | Команда                    | Машина              | Группа | Результат |
| ---- | -------------------------- | ------------------- | ------ | --------- |
| 1961 | Scuderia Ferrari           | Ferrari 250 GT      | S 3,0  | Сход      |
| 1962 | Scuderia Ferrari           | Ferrari Dino 268 SP | E      | Сход      |
| 1964 | Scuderia Ferrari           | Ferrari 275 P       | P      | Сход      |
| 1965 | Scuderia Ferrari           | Ferrari Dino        | P      | Сход      |
| 1966 | Scuderia Ferrari           | Ferrari 330 P3      | P      | НС        |
| 1967 | North American Racing Team | Ferrari 330 P3      | P 5000 | Сход      |
| 1968 | Autodelta SpA              | Alfa Romeo T33B     | P 2000 | Сход      |

### Targa Florio
| Год  | Команда                    | Машина                 | Группа | Результат |
| ---- | -------------------------- | ---------------------- | ------ | --------- |
| 1962 | Scuderia Ferrari           | Ferrari Dino 196 SP    | P 3000 | 2         |
| 1963 | Porsche System Engineering | Porsche 718 WRS Spyder | P 2000 | 7         |
| 1964 | Scuderia Centro Sud        | ASA 2500 GT Coupe      | P 3000 | Сход      |
| 1965 | Scuderia Ferrari           | Ferrari 275 P2         | P      | Сход      |
| 1966 | Scuderia Ferrari           | Ferrari Dino 206 S     | P      | 2         |
| 1967 | Autodelta SpA              | Alfa Romeo T33         | P      | НС        |
| 1968 | Autodelta SpA              | Alfa Romeo T33         | P      | 6         |
| 1969 | Частная заявка             | Porsche 907            | P 2,0  | НС        |